# Willem Verstegen
Willem Verstegen (auch Willem Versteeghen, * um 1612 in Vlissingen; † 1659 bei Ajmer) war Kaufmann im Dienste der niederländischen Ostindien-Kompanie und hatte nach einem ersten Japanaufenthalt von 1633 bis 1639 von 1646 bis 1647 die Leitung der Handelsniederlassung Dejima inne.

## Leben
Über Willem Verstegens Jugend und Bildungshintergrund ist nichts bekannt. 1629 wurde er von der niederländischen Ostindien-Kompanie angeheuert und zog im Range eines Handelsassistenten nach Batavia. 1632 wurde er erstmals nach Japan entsandt. In diesen Jahren lag die 1609 gegründete Niederlassung der Kompanie noch auf dem nordwestlich von Kyushu gelegenen kleinen Inselchen Hirado. 1633 wurde er als Unterkaufmann nach Nagasaki geschickt, um sich dort um die Geschäfte zu kümmern. Hier gab es Portugiesen und auch einige Niederländer, die unabhängig von der Kompanie Handel betrieben. Einer davon war Melchior van Santvoort, der 1600 mit dem Schiff „De Liefde“ in Ostkyushu gestrandet war und sich seitdem in Japan durchschlug. Aus seiner Ehe mit einer Japanerin ging eine Tochter hervor, mit der Verstegen bald zusammenlebte.
Während der dreißiger Jahre beobachtete die japanische Regierung die Europäer im Land, besonders die „Südbarbaren“, d. h. die iberischen Missionare und Kaufleute, mit wachsendem Misstrauen und Unmut. Nachdem ein Aufstand der vorwiegend christlichen Landbevölkerung im Raume Amakusa/Shimabara auf Kyushu nur mit großer Mühe niedergeschlagen worden war, fand man an den Aktivitäten der katholischen Missionare und der mit diesen kooperierenden portugiesischen Kaufleute immer weniger Gefallen. 1639 mussten auf Befehl des Shogun alle mit Europäern verheirateten Japanerinnen samt ihren Kindern das Land verlassen. Verstegen brach ebenfalls auf und wurde beim Zwischenaufenthalt in Formosa, wo die Kompanie in der Bucht Taiwan einen Stützpunkt unterhielt, mit Santvoorts Tochter formell getraut.
1641 war die Niederlassung der Kompanie in Japan zwangsweise auf das kleine, künstliche Inselchen Dejima in der Bucht von Nagasaki verlegt worden. Die Niederländer waren nun als einzige europäische Nation geduldet, doch das hatte seinen Preis. Der Handel und ihr Aufenthaltsort war auf diese gut überwachte Niederlassung beschränkt. Um die Informationsbeschaffung zu erschweren, wurde zudem die Ausbildung europäischer Dolmetscher untersagt, und die Leiter mussten jedes Jahr abgelöst werden.

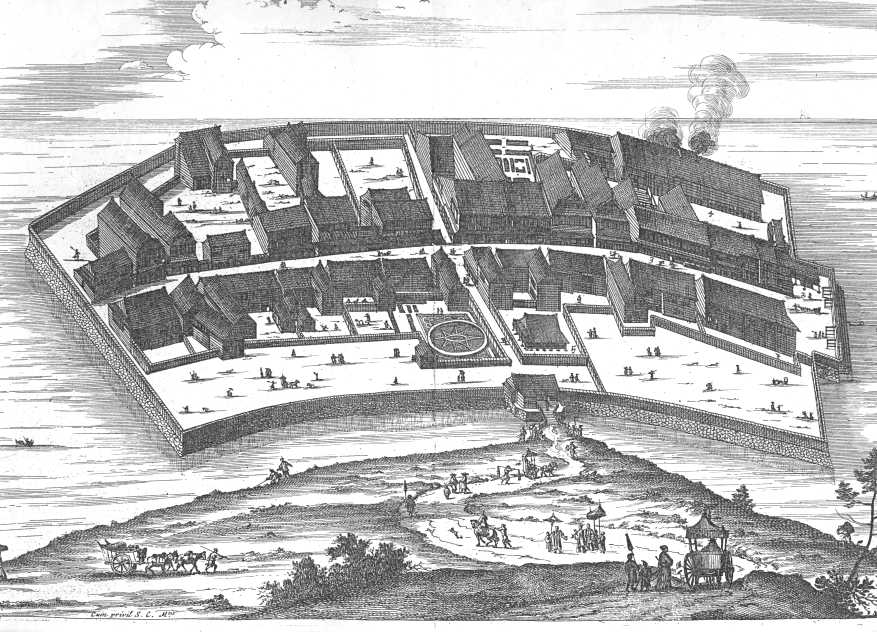
Dejima um die Mitte des 17. Jahrhunderts. (Aus: Arnoldus Montanus: Gedenkwaerdige Gesantschappen der Oost-Indische Maetschappy in't Vereenigde Nederland, aen de Kaisaren van Japan. 1669)

Verstegen war es, der 1635 zwei große Expeditionen auslöste, als er in einem Schreiben an den Generalgouverneur Antonie van Diemen Erzählungen von Gold- und Silberinseln hoch im Norden irgendwo in der Nähe des 37. Breitengrads weitergab. 1639 lief von Batavia die erste Expedition zur Suche nach diesen Inseln aus. Auf Anweisung aus den Niederlanden sollte sie zugleich die Küste der Tartarei erkunden, wo man die großen goldreichen Städte „Cambalu“ und „Brema“ vermutete, über die einst Marco Polo berichtet hatte. Das Oberkommando führte Matthijs Quast mit Maarten Geritsz de Vries als zweitem Mann. Kapitän auf dem anderen Schiff war Abel Tasman, der später durch die Entdeckung Tasmaniens bekannt wurde. Leider brachte die Fahrt in die rauen Gewässer östlich von Japan wenig außer der Entdeckung diverser Inseln, ziemlich beschädigten Schiffen und hohen Ausfällen durch Wassersucht und Skorbut. Ihr Expeditionsjournal kann man bei Teleki durchgehen. Die „Quastschen Inseln“ zeigt eine von Philipp Franz von Siebold veröffentlichte Karte.
1642 fiel die Entscheidung für eine weitere Erkundungsfahrt, dieses Mal direkt zur Tartarei. Da Japan möglicherweise im Norden mit dem Festland verbunden war, wählte man eine Route östlich des Inselarchipels. Zwei Schiffe wurden Anfang 1643 dem Oberkommando von Maarten Gerritsz de Vries anvertraut: die Fleute Castricum sowie die Jacht Breskens. Doch auch dieses Unternehmen blieb fruchtlos. Zudem war die Breskens auf dem Heimweg entgegen der japanischen Verbote in Nordjapan bei Nambu angelandet, was zu Festnahmen und erheblichen Spannungen zwischen der japanischen Regierung und der Kompanie führte, die erst 1650 durch Entsendung einer Gesandtschaft beigelegt werden konnten. Von weiteren Unternehmungen dieser Art sah man in der Folge ab.
Vom 28. Oktober 1646 bis 10. Oktober 1647 stand der 1645 zum Oberkaufmann aufgestiegene Verstegen als Leiter der Niederlassung Dejima vor. Nach dem Breskens-Zwischenfall versuchte die Kompanie nach Kräften, die Lage zu beruhigen. Für die alljährliche Reise nach Edo, wo der Faktoreileiter dem Shogun seine Reverenz erweisen musste, hatte man Verstegen mit besonders exotischen Geschenke ausgestattet: mit zwei Kamelen, einem Casuarius, einem Kakadu, einem Diorama (perspectiefkast), mit Uhren, Bezoar-Steinen und anderen kostbaren Arzneimitteln. Die Reaktion im Schloss zu Edo war überwältigend. Besonders das Diorama verursachte großes Aufsehen. Allerdings nahmen die Ereignisse im Sommer 1647 wieder eine dramatische Wende, als eine Gesandtschaft des Königs von Portugal in der Bucht von Nagasaki auftauchte und erst unter dem Druck erheblicher Truppenmassierungen unverrichteter Dinge wieder abzog. Die Niederländer hatten deren Ankunft nicht oder nicht deutlich genug angekündigt und überdies in Batavia technische Hilfe für die weitere Überfahrt gegeben, was aus japanischer Sicht einem Verrat gleichkam. Als Verstegen nach Batavia zurückkehrte, brachte er schlechte Nachrichten mit.
Dies hatte wenig Einfluss auf seine weitere Laufbahn. Am 7. September 1650 wurde er außerordentliches Mitglied des Rats von Indien, eine Woche darauf Vorsitzender des Kollegiums für kleine Gerichtsangelegenheiten. 1651 zog er als Kommissar (commissaris) mit einer Gesandtschaft nach Tonkin und Quinam (Quảng Nam) in Indochina. Hier deckte er einen beachtlichen Privathandel in der niederländischen Handelsstation auf. Dies ging in der Regel zu Lasten der Kompanie, weshalb man immer wieder (vergeblich) versuchte, solche Aktivitäten zu unterdrücken. Anschließend segelte er nach Zeelandia auf Formosa, um die dortigen Bücher zu kontrollieren und die Einrichtungen zu visitieren. An den Überprüfungen nahm u. a. der aus Dresden stammende Kaufmann Zacharias Wagener teil, der wenige Jahre darauf Faktoreileiter in Japan wurde und ebenfalls eine beachtliche Karriere machen sollte. Am 16. Januar 1652 stieg Verstegen zum (ordentlichen) „Rat von Indien“  auf, erhielt jedoch aus nicht erkennbaren Gründen am 9. Oktober die Erlaubnis für die Überfahrt nach Europa. Die Ereignisse danach sind nicht geklärt.
Was immer auch in Europa geschah, Verstegen beschloss sein Leben nicht in der Heimat. Im Februar 1658 finden wir ihn in mit den Söhnen Geraerdt und Melchior, seiner Tochter und einer Nichte in Surat an der Nordwestküste Indiens. Am 11. Januar zog er nach Ahmedabad nördlich von Surat. Der dortige Mogul-Herrscher Dara Shikoh war in Nachfolgekriege verwickelt und suchte nach europäischen Kanonieren. Am 6. Oktober 1659 wurde Verstegen während einer Schlacht nahe Ajmer getötet. Sein Sohn Melchior trat am 20. Mai 1661 in Batavia als Handelsassistent in den Dienst der Kompanie.